# Jadranka Juras
Jadranka Juras, slovenska pevka zabavne in klasične glasbe, * 27. avgust 1976

## Diskografija

### Albumi
| Leto | Album                                                                                      | Pesmi |
| ---- | ------------------------------------------------------------------------------------------ | --- |
| 2005 | Anima                                                                                      | - Moj dan (Doša/Doša/Doša) - Motne vode (Jadranka Juras, Jani Hace/Štefan Miljevič, Vladimir Kosovič/Jani Hace) - feat. Doša - Ko bi le vedel (Cazzafura/Cazzafura/Cazzafura, Žarko Pak) - Señorita (Jani Hace/Doša/Jani Hace) - Ena (Jadranka Juras/Iztok Melanšek/Jani Hace) - To nisi ti (Cazzafura/Cazzafura/Cazzafura, Žarko Pak) - Še vedno verjamem (Jadranka Juras/Jadranka Juras, Štefan Miljevič/Jadranka Juras, Jani Hace, Žarko Pak) - Hoč'm vid't te (Doša/Doša/Doša, Jadranka Juras) - feat. Doša - Privat planet (Jadranka Juras, Jani Hace/Jadranka Juras/Jani Hace) - Madam Butterfly (Jadranka Juras, Jani Hace/Doša/Jani Hace) - feat. Semo - Bushi (Jadranka Juras, Jani Hace/Štefan Miljevič/Jani Hace) - Bye Bye (Jadranka Juras, Jani Hace/Lara Baruca/Jani Hace) - Anima (Jadranka Juras, Jani Hace/Darko Nikolovski, Jadranka Juras/Jani Hace, Žarko Pak) - Sedmi čut (Jadranka Juras, Štefan Miljevič/Štefan Miljevič/Jani Hace) - Nad vse (Jadranka Juras/Neandertahl/Jadranka Juras, Rok Golob) |
| 2009 | Sakura                                                                                     | - Drugače ne znam (Jani Hace, Lara Šiljevinac/Jadranka Juras, Lara Šiljevinac/Jani Hace) - Nor svet (Jadranka Juras, Vladimir Kosovič/Vladimir Kosovič/Vladimir Kosovič) - Ljubezen (Jadranka Juras, Jani Hace/Dejan Cirkvenčič Kralj, Jadranka Juras/Jani Hace) - Podej naprej (Jadranka Juras, Jani Hace/Denis Alibašić/Jani Hace) - Ne zasluž'š si me (Jadranka Juras, Vladimir Kosovič/Boštjan Nipič, Edin Osmić/Vladimir Kosovič) - feat. Edo Maajka - Če ne bomo sami (Vladimir Kosovič/Vladimir Kosovič/Vladimir Kosovič) - Imej se rad (Cazzafura/Cazzafura, Jadranka Juras/Cazzafura) - Ta svet je moj/tvoj (Jadranka Juras/Jadranka Juras/Jani Hace) - Dej mi vse (Cazzafura, Jadranka Juras/Cazzafura/Cazzafura) - Živim kot ti (Igor Matkovič, Jadranka Juras/Jadranka Juras/Igor Matkovič) - Ko se spet srečava (Cazzafura/Cazzafura/Cazzafura) - La la la la la la (Cazzafura, Jadranka Juras/Jadranka Juras/Cazzafura, JAMirko, Pier)                                                                        |
| 2016 | Paris Honey                                                                                | - Paris - Honeysuckle Rose - feat. Primož Grašič - The Man I Love - The Way You Look Today - feat. Lenart Krečič - You Must Believe in Spring - Dienda - The Masquerade - feat. Anja Burnik - The Night We Called It a Day - Water Mandala |
| 2019 | You & I and the Music (Jadranka Juras & Big Band RTV Slovenija feat. Milan Stanisavljević) | - The Man I Love (George Gershwin/Ira Gershwin) - This Masquerade (Leon Russell) - The Night We Called It a Day (Matt Dennis/Tom Adair) - You Must Believe in Spring (Michel Legrand/Alan & Marilyn Bergman) - Še vedno verjamem (Jadranka Juras/Jadranka Juras, Štefan Miljevič) - Ko bi le vedel (Cazzafura/Cazzafura) - Honeysuckle Rose (Thomas "Fats" Waller/Andy Razaf) - Paris (Fritz Pauer/Laurie Antonioli) - The Way You Look Tonight (Jerome Kern/Dorothy Fields) |
| 2019 | Enkratna, neponovljiva (Okustični in Jadranka Juras)                                       | - Pri nas (Mate Bro/Mate Bro) - Se vrti (Mate Bro/Mate Bro) - Pridiga/Spoved (Mate Bro/Mate Bro) - Enkratna, neponovljiva (Karin Zemljič, Mate Bro/Karin Zemljič, Mate Bro) - Zvezde (Karin Zemljič, Mate Bro/Jadranka Juras, Karin Zemljič, Mate Bro) - Nalij (Mate Bro/Mate Bro) - Metulji plešejo (Karin Zemljič, Mate Bro/Mate Bro) - Ta noč je moja (Janez Bončina/Branko Brane Kastelic) - Novoletna intro (Mate Bro/Mate Bro) - Novoletna (Mate Bro/Mate Bro) - Me dotakneš (Jadranka Juras, Karin Zemljič, Mate Bro/Jadranka Juras, Karin Zemljič, Mate Bro) - Po tisti dolgi poti (Jadranka Juras, Karin Zemljič, Mate Bro/Karin Zemljič, Mate Bro) - Dolga pot (Mate Bro/Mate Bro) - Tih, prazen in po svoje lep (Jadranka Juras, Karin Zemljič, Mate Bro/Mate Bro) - Vsak dan (Mate Bro/Mate Bro) |

### Ostala dela
- Tih deževen dan (Josip Moretti/Tomaž Kosec/Jadranka Juras, Janez Hace) (2020)
- Operacija Juriš (2021)
- Kooperacija Juriš (2021)
- Otroci noči (Jadranka Juras, Jani Hace, Lara Love) (2021)

## Nastopi na glasbenih festivalih

### Festival slovenskega šansona
- 2001: Hrepenenje (Štefan Miljevič/Štefan Miljevič/Jadranka Juras, Jani Moder, Štefan Miljevič, Žiga Golob)

### Slovenska popevka
- 2002: Tisoč (Rok Golob - Štefan Miljevič - Rok Golob) - nagrada strokovne žirije za najboljšo skladbo v celoti, 6. mesto (1.427 telefonskih glasov)
- 2004: Nad vse (Jadranka Juras - Neanderthal - Rok Golob) - 7. mesto (1.052 telefonskih glasov)

### Megahit
- 2002: Tisoč - 4. mesto

### EMA
- 2003: Sedmi čut (Jadranka Juras, Štefan Miljevič - Štefan Miljevič - Jani Hace) - 12. mesto (1 točka)
- 2005: Anima (Jadranka Juras, Jani Hace - Jadranka Juras, Darko Nikolovski - Jani Hace, Žare Pak) - 8. mesto (2.829 telefonskih glasov)

## Samostojni koncerti
- BigBAND@SiTi 5: Jadranka Juras (SiTi Teater BTC, 4. april 2025)